# Écholalie
 Mise en garde médicale
L’écholalie est une tendance spontanée à répéter systématiquement tout ou une partie des phrases, habituellement de l'interlocuteur, en guise de réponse verbale. Ce mot provient du grec : ἠχώ / ēkhō (« écho »), de ἠχή / ēkhē (« son »), et λαλιά / lalia (« babil, bavardage »).

## Caractéristique de certains troubles neuropsychiatriques
L’écholalie est l'une des caractéristiques possibles de plusieurs troubles psychiatriques et neurologiques innés ou acquis (dont certains se recoupent parfois), notamment l'autisme, dont le syndrome d'Asperger, la schizophrénie, la catatonie, la démence frontotemporale (DFT), la paralysie supranucléaire progressive, le syndrome de l'X fragile, le syndrome de Gilles de La Tourette, etc.

## Sens possible
En 2021, Carmen Florez Pulido pose et teste l'hypothèse que les écholalies ne sont pas de simples répétitions vides de sens, mais qu'elles peuvent, au moins dans le cas de l'autisme, paradoxalement traduire une recherche d’intersubjectivité, notamment dans le cadre de séances de psychomotricité. L'auteure invite les thérapeutes à porter « une attention accrue aux signes corporels verbaux et para-verbaux, lesquels attestent l'intérêt de l'enfant autiste pour les échanges intersubjectifs ».